# Paraxarnuta
Paraxarnuta este un gen de muște din familia Tephritidae.

Cladograma conform Catalogue of Life:
| Paraxarnuta | \| \| Paraxarnuta anephelobasis \| \| \| \| \| \| Paraxarnuta bambusae \| \| \| \| \| \| Paraxarnuta maculata \| \| \| \| |
|             | \| \| Paraxarnuta anephelobasis \| \| \| \| \| \| Paraxarnuta bambusae \| \| \| \| \| \| Paraxarnuta maculata \| \| \| \| |
|             | Paraxarnuta anephelobasis                                                                                                 |
|             | |
|             | Paraxarnuta bambusae |
|             | |
|             | Paraxarnuta maculata |
|             | |